# 新聞屋さん博物館

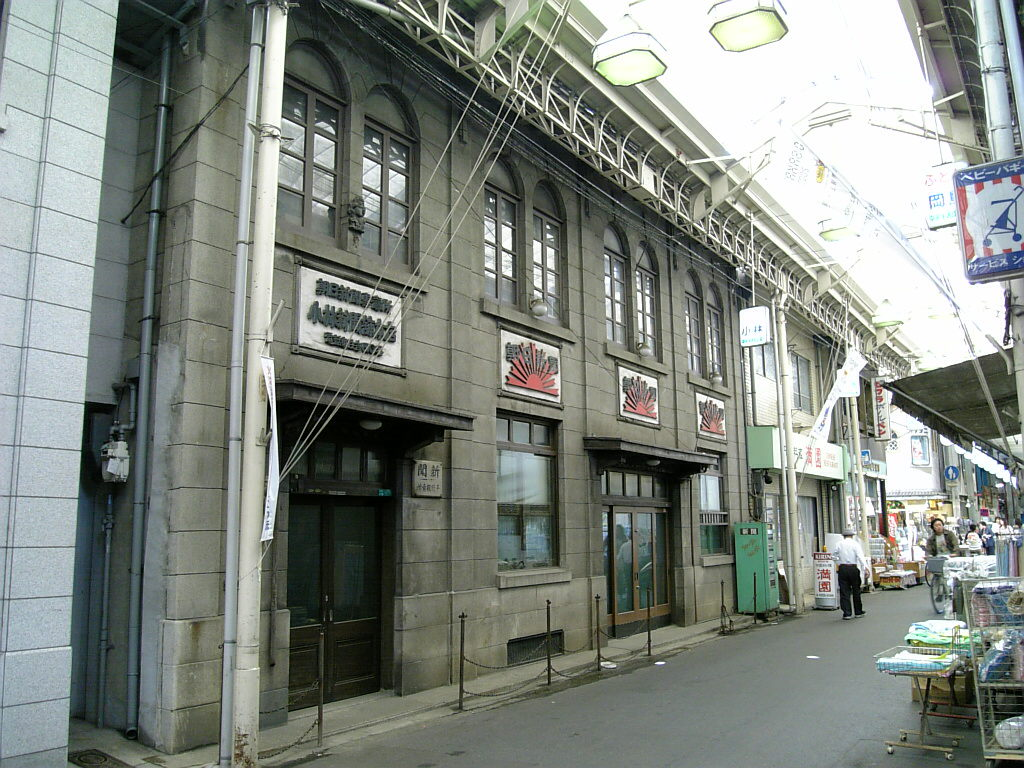
小林新聞舗（新聞屋さん博物館） 2007年

新聞屋さん博物館（しんぶんやさんはくぶつかん）は、大阪市平野区にある新聞を取り扱った博物館である。 平野町ぐるみ博物館の常設館のひとつ。
通常は、大阪市で最も古い新聞販売店（朝日新聞販売所）「小林新聞舗」であり、月に1日だけ「博物館」として見学できる。 号外や附録・過去の重大記事などが展示されている。

## 概要
- 創業： 1889年（新聞販売店として）
- 住所： 大阪市平野区平野本町4-12-3
- 開館日：（閉館日ではないので注意）第4日曜日の9時－17時
- 最寄り駅： 平野駅 (Osaka Metro)・平野駅 (JR西日本)
- 建築：昭和4年（1929年）に建てられたもので、「小林新聞舗店舗兼住宅」の名称で国の登録有形文化財に登録されている。